# Mercuriade
Mercuriade (segle xiv) fou una metgessa, autora sobre medicina i cirurgiana italiana. És una de les poques metgesses conegudes de l'Edat Mitjana.
Mercuriade era una estudiant de la Universitat de Salern i va pertànyer a la minoria de dones estudiants de la seva època. Va ser l'autora dels tractats De Febre Pestilenti, De Curatio i De Ungentis. Actualment, aquestes obres es troben perdudes. La seva obra va ser inclosa a la Collectio Salernitana.
És considerada una de les "Dames de Salern" juntament amb Abella, Rebecca Guarna i Francesca de Romana, que van anar a l'escola de metges de Salern des que es va fundar i van contribuir a un renaixement de la medicina a Europa.